# Clady Circuit
Der Clady Circuit (irisch Clóidigh) war eine temporäre, auf abgesperrten öffentlichen Straßen eingerichtete Motorsport-Rennstrecke in der Grafschaft Antrim in Nordirland.
Der Kurs wurde in verschiedenen Streckenführungen von 1922 bis 1952 befahren und diente als Austragungsstätte für den Ulster Grand Prix, das größte Motorradrennen Nordirlands.

## Streckenführung
Der Clady Circuit wurde in seiner ursprünglichen Form erstmals im Jahr 1922 befahren. Der Motorrad-Enthusiast und Politiker Thomas Moles erreichte durch sein Engagement, dass im Northern Ireland Assembly ein Road Races Act beschlossen wurde, der die erste Veranstaltung des Ulster Grand Prix am 14. Oktober 1922 erst ermöglichte. Dieser Beschluss erlaubte es, die öffentlichen Straßen, aus denen der Clady Circuit bestand, für die Zeit der Rennen für den Individualverkehr komplett zu sperren.
Die Strecke hatte eine Länge von 20,5 mi (33 km). Start und Ziel befanden sich nahe der Loanends Primary School auf der sieben Meilen langen, holprigen und südostwärts verlaufenden Seven Mile Straight, die noch heute als B39 Antrim und Belfast verbindet. Bei Clady Corner bog die Strecke nach Westen ab und verlief auf der heutigen A52über Ballyhill, Nutts Corner und Dundesert Bridge. Dort nutzte die Piste Teile der in der Anfangszeit noch partiell mit Gras bewachsenen Start- und Landebahn des Royal-Air-Force-Flugplatzes von Aldergrove (heute Belfast International Airport). Bei Thorn Cottage bog sie nach Norden ab und führte über Aldergrove nach Greenmount. Nach einem kurzen, nordöstlichen Stück über Recktory nach Muckamore, führte sie dann wieder nach Südosten auf die Seven Mile Straight.
Nach dem Zweiten Weltkrieg wurde von 1947 bis 1952 eine auf 16,467 mi (26,501 km) verkürzte Version der Piste befahren. Der westliche Teil um Aldergrove wurde nicht mehr genutzt. Stattdessen bog man bereits bei Nutts Corner nach Norden ab und befuhr ab Recktory wieder die ursprüngliche Strecke.

## Rennen
In den Anfangsjahren wurden neben Motorrad- auch Automobilrennen veranstaltet. Das wichtigste ausgetragene Rennen war jedoch stets der Ulster Grand Prix, der von 1922 bis 1952 mit Ausnahme von 1940 bis 1945, als wegen des Zweiten Weltkrieges keine Rennen stattfanden, ausgetragen wurde.
Der Ulster Grand Prix erlangte schnell erhebliche Bedeutung in Großbritannien. 1935 wurde erstmals der Große Preis der F.I.C.M. mit der Veranstaltung ausgetragen. Bei diesem Grand Prix, der jährlich im Rahmen eines anderen nationalen Großen Preises veranstaltet wurde, wurden jeweils die Titel in der Motorrad-Europameisterschaft ausgefahren. Arthur Geiss (DKW, 250 cm³), Wal Handley (Velocette, 350 cm³) und Jimmie Guthrie (Norton, 500 cm³) gewannen die Titel.
In den Saisons 1938 und 1939, als die Europameisterschaft aus mehreren Rennen bestand, zählte der Ulster Grand Prix ebenfalls zur EM.
Nach dem Zweiten Weltkrieg wurden die EM-Titel 1948 wieder im Rahmen des Grand Prix vergeben. Es siegten Maurice Cann (Moto Guzzi, 250 cm³), Freddie Frith (Velocette, 350 cm³) und Enrico Lorenzetti (Moto Guzzi, 500 cm³).
1949 wurde von der FIM die Motorrad-Weltmeisterschaft ins Leben gerufen. Bis einschließlich 1952 wurden die WM-Läufe um den Ulster Grand Prix auf dem Clady Circuit veranstaltet. Ab 1953 wechselte der Grand Prix auf den nahe gelegenen Dundrod Circuit.
Rekordsieger der Rennen auf dem Clady Circuit ist der Ire Stanley Woods, der vor dem Zweiten Weltkrieg auf verschiedenen Fabrikaten insgesamt sieben erste Preise feierte.

### Schwere Unfälle
Insgesamt verunglückten auf dem Clady Circuit sieben Rennfahrer tödlich. Das schwerste Unglück ereignete sich am 15. August 1951. Die italienischen Moto-Guzzi-Werksfahrer Sante Geminiani, Gianni Leoni und Enrico Lorenzetti umrundeten im Training der 250-cm³-Klasse nahe beieinander liegend den Kurs. Nach einigen Runden fuhren Geminiani und Lorenzetti unbemerkt von Leoni in die Box, um ihre Maschinen zu tauschen. Nach etwa vier Kilometern Alleinfahrt fiel Leoni das Fehlen seiner Teamgefährten auf und er beschloss, wahrscheinlich in Sorge, dass ein Unfall passiert sein könnte, umzukehren, und befuhr die Piste in falscher Richtung. Währenddessen hatten Geminiani und Lorenzetti die Box wieder verlassen und befanden sich in voller Fahrt auf der Strecke. Die beiden waren nicht auf den entgegenkommenden Fahrer gefasst, weshalb ein Zusammenstoß unvermeidlich war.
Sante Geminiani und Gianni Leoni versuchten wahrscheinlich beide noch auszuweichen, fuhren dabei aber in dieselbe Richtung und stießen mit einer Geschwindigkeit von etwa 100 km/h mit ihren Köpfen zusammen. Geminiani wurde etwa 40 Meter durch die Luft geschleudert und war auf der Stelle tot. Leoni stand einen Moment nach dem Unfall wieder auf, brach dann aber bewusstlos zusammen und verstarb noch am selben Tag in einem Krankenhaus in Belfast. Enrico Lorenzetti, der etwa 100 Meter hinter Geminiani fuhr, konnte noch abbremsen und fuhr nur mit geringer Geschwindigkeit in die Unfallstelle. Er kam mit leichten Verletzungen davon.
Trotz dieses schweren Unfalls zog sich das Moto-Guzzi-Team nicht vom Grand Prix zurück. Am folgenden Tag gewann der Werksfahrer Bruno Ruffo das 250-cm³-Rennen um den Ulster Grand Prix.

## Rekorde
Die Rekordrundenzeit für die ursprüngliche, 20,5 mi (33 km) lange Streckenführung liegt bei 12:17,8 min, was einer Durchschnittsgeschwindigkeit von 100,03 mph (160,98 km/h) entspricht. Er wurde 1939 auf einer 500-cm³-Gilera vom Italiener Dorino Serafini aufgestellt.
Der Rundenrekord der Nachkriegsversion liegt bei 9:21 min mit einer Durchschnittsgeschwindigkeit von 105,94 mph (170,49 km/h). Er wurde 1952 von Leslie Graham auf einer 500-cm³-MV-Agusta erreicht. Der Rennrekord für die verkürzte Streckenvariante liegt bei einem Durchschnittstempo von 99,79 mph (160,6 km/h) und wurde 1952 von Cromie McCandless auf 500-cm³-Gilera aufgestellt.